# Far-western blot
Le far Western (ou far overlay) vise à détecter des interactions entre deux protéines X et Y.
Cette technique dérive d’un Western Blot classique. Nous pouvons discriminer plusieurs étapes:
1-SDS-PAGE ou PAGE soit à partir d’un extrait protéique contenant la protéine X soit à partir de la protéine X purifiée (c'est-à-dire isolée). 
2- Transfert sur membrane : la protéine X est alors fixée à la membrane.
Remarque : si l'électrophorèse a été une SDS-PAGE, il faut d'abord laver la membrane dans une solution adéquate afin de permettre la renaturation des protéines qui y sont.
3- Incubation de la membrane avec la protéine Y, celle-ci devant obligatoirement être purifiée.  
4- Lavage
5- Révélation avec des anti-corps anti-protéine Y.
Remarque : si l'on ne dispose pas d'anti-corps anti-Y, on peut lui accrocher une séquence FLAG (petite protéine ou peptide contre lequel des anticorps sont disponibles).